# Peter Egge
Peter Egge (Trondheim 1 de Abril de 1869 - Oslo, 15 de Julho de 1959) foi um escritor norueguês. Foi autor de romances psicológicos de carácter realista, dramas e memórias.